# 玫瑰树
玫瑰树（学名：[Ochrosia borbonica] 错误：{{Lang}}：文本有斜体标记（帮助））是夹竹桃科玫瑰树属的植物。分布于马来西亚、新加坡、越南、印度尼西亚、斯里兰卡、马达加斯加以及中国大陆的广东等地，目前已由人工引种栽培。
武汉在2009年3月植树节期间，武汉植物园对外开放种植玫瑰树活动，每棵树高度60-1.5米。代表希望，美好愿景。